# Малотенгинская
Малотенги́нская — станица в Отрадненском районе Краснодарского края.
Административный центр Малотенгинского сельского поселения.
Население станицы — 1 478 жителей.

## География
Станица расположена в нижнем течении реки Малый Тегинь (приток Урупа), в 11 км южнее районного центра — станицы Отрадная.

### Улицы
| - пер. Буйный, - пер. Веселый, - пер. Кислый, - пер. Клубный, - пер. Рощинский, - пер. Садовый, - пер. Северный, - пер. Спортивный, - пер. Тихий, - пер. Центральный, - пер. Южный, | - ул. Западная, - ул. Заречная, - ул. Кооперативная, - ул. Мостовая, - ул. Набережная, - ул. Речная, - ул. Северная, - ул. Советская, - ул. Степная, - ул. Трудовая, - ул. Школьная. |

## История
Хутор Надёжный и другие хутора на месте современной станицы были поселены в 1860-х годах на землях станицы Надёжной. Хутор Малотегинский основан не ранее 1914 года, преобразован в станицы Малотегинскую (Малотенгинскую) не позже 1925 года.

## Население
| 2002 | 2010  |
| ---- | ----- |
| 1499 | ↗1574 |